# 15574 Stephaniehass
15574 Stephaniehass (2000 GF66) là một tiểu hành tinh vành đai chính được phát hiện ngày 5 tháng 4 năm 2000 bởi nhóm nghiên cứu tiểu hành tinh gần Trái Đất phòng thí nghiệm Lincoln ở Socorro.